# Johann Heinrich Abicht
Johann Heinrich Abicht (Volkstedt, hoje bairro de Rudolstadt, 4 de maio de 1722 — Vilnius, 24 de abril de 1816) foi um filósofo alemão, discípulo de Immanuel Kant e de Karl Leonhard Reinhold, separou-se deles e combateu-os na maior parte dos seus escritos. 

## Obras
- De philosophiae Kantianae ad theologiam habitu, 1788
- Versuch einer Metaphysik des Vergnügens nach Kantischen Grundsätzen zur Grundlegung einer systematischen Thelematologie und Moral 1789
- Philosophie der Erkenntnisse, 1791
- Hermias, oder Auflösung der die gültige Elementarphilosophie betreffenden Aenesidemischen Zweifel, 1794
- Neues philosophisches Magazin zur Erläuterung und Anwendung des Kantischen Systems, 1789-1790 (junto com Friedrich Gottlob Born)
- Philosophisches Journal, 4 vol., 1794-1795 (participação)